# Monhystera magallanica
Monhystera magallanica är en rundmaskart som beskrevs av Christian Wieser 1956. Monhystera magallanica ingår i släktet Monhystera och familjen Monhysteridae. Inga underarter finns listade i Catalogue of Life.